# Przysłop (Lubomierski)

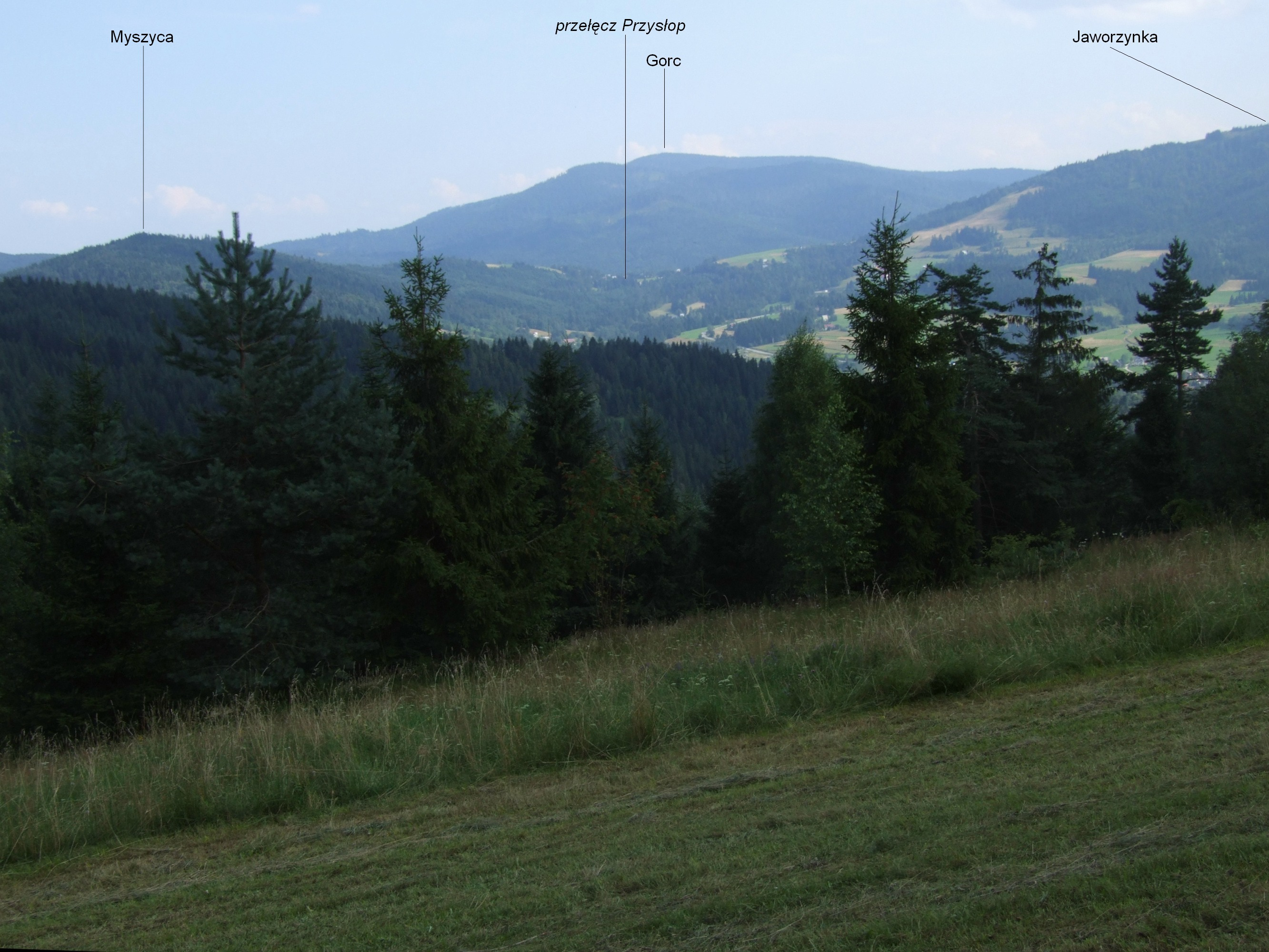
Widok z Cyrkowej Góry

Przysłop (750 m) – przełęcz na granicy Beskidu Wyspowego i Gorców, między Myszycą (877 m) w Beskidzie Wyspowym a Jaworzyną (1026 m) w Gorcach. Znajduje się na terenie wsi Lubomierz i prowadzi przez nią droga wojewódzka nr 968 (odcinek z Mszany Dolnej do Kamienicy). Nazwa przełęczy z określeniem Lubomierski ma na celu odróżnienie od innych Przysłopów.
Za przełęczą w kierunku wschodnim w dolinie Kamienicy Gorczańskiej znajduje się przysiółek Lubomierza – Rzeki, skąd można dotrzeć do granicy Gorczańskiego Parku Narodowego (Trusiówka). Od strony zachodniej na stoku Solniska Jaworzyńczańskiego (według Józefa Nyki błędnie zwanego od znajdującej się tam polany Jaworzyną lub Jaworzynką) w masywie Kudłonia znajduje się wyciąg narciarski.
Na przełęczy znajduje się przystanek PKS, sklep i kaplica, w której w niedziele odprawiana jest msza.
Z rejonu przełęczy rozległe widoki, szczególnie na dolinę Kamienicy i Gorc z dużą polaną Bieniowe.

## Szlaki turystyki pieszej
Przysłop – Myszyca – Przysłopek – Jasień – Krzystonów – Mogielica. Czas przejścia: 4 h, ↓ 3:30 h
 Przysłop – Pod Jaworzynką – Podskały – Adamówka – Gorc Troszacki – Kudłoń – Pustak – Przysłopek – przełęcz Borek – Hala Turbacz – Turbacz. Odległość 11,4 km, suma podejść 810 m, suma zejść 470 m, czas przejścia 3 godz. 35 min, z powrotem 3 godz.